# Mongolski naravoslovni muzej
Mongolski naravoslovni muzej (mongolsko Байгалийн түүхийн музей, latinizirano: Baigaliin tüükhiin muzyei) je skladišče in raziskovalna ustanova v Čingelteiju v Ulan Batorju v Mongoliji. Muzej je bil prej znan kot Mongolski narodni muzej ali Državni osrednji muzej.
Muzej vključuje oddelke za geologijo, geografijo, floro in favno, paleontologijo in antropologijo, ki zajemajo naravno zgodovino Mongolije. Muzejska zbirka vključuje več kot 15.000 primerkov, od katerih je bilo 45 % stalno na ogled javnosti.
Muzej je še posebej znan po svojih dinozavrih in drugih paleontoloških eksponatih, med katerimi so najbolj opazni skoraj popolno okostje poznokrednega tiranozavrida tarbozavra in večinoma sodobna gnezda jajc protoceratopsa.

## Zgodovina
Muzej je bil ustanovljen leta 1924 kot Narodni muzej (mongolsko Үндэсний музей). V letih 1940–1941 je postal znan kot Muzej podeželskih raziskav (mongolsko Орон нутаг судлах музей), leta 1956 pa kot Državni osrednji muzej (mongolsko Улсын төв музей). Sedanjo oznako je dobil po letu 1991.
Oblasti so v študiji, opravljeni leta 2013, ocenile, da je stavba muzeja iz leta 1953 zelo dovzetna za naravne nesreče, kot so potresi. Muzej je bil zaprt junija 2013, njegovi eksponati pa so bili shranjeni ali razstavljeni na drugih prizoriščih. Prvotni načrti so bili, da bi bil muzej nastanjen v povsem novi stavbi na prvotni lokaciji.
Muzejska stavba je v naslednjih letih propadala in je bila kljub javnemu nezadovoljstvu ponoči okoli 2. ure zjutraj 7. decembra 2019 nazadnje porušena. Na prvotnem mestu je bil zgrajen Narodni muzej Džingiskan, ki je bil odprt leta 2022.
Muzej je bil leta 2019 uradno združen z Centralnim muzejem dinozavrov Mongolije in danes nadaljuje svoje delovanje v nekdanji stavbi Leninovega muzeja v Ulan Batorju.

## Ime
Muzej je bil prej znan kot Mongolski narodni muzej ali Državni centralni muzej. Ta sprememba imena je pogosto vodila do zamenjave z drugim uglednim muzejem v Ulan Batorju, Narodnim muzejem Mongolije. Čeprav sta bila muzeja nekoč precej blizu drug drugemu, vsebujeta zelo različne eksponate. Narodni muzej Mongolije se osredotoča na arheologijo in zgodovino Mongolije, medtem ko se Mongolski naravoslovni muzej ukvarja predvsem s floro, favno, geologijo in naravno zgodovino države.